# Myanmar Open
Myanmar Open är en professionell golftävling som spelades årligen mellan 1996 och 2005. Den spelades på asientouren och efter fyra års frånvarande återgick den i rotationen och spelades 2010. Den spelades inte 2011, men återupptogs 2012 och 2013 för att inte spelas 2014 och 2015. 
Tävlingen har spelats 2016 och 2017 i ett samarbete mellan asientouren och den Japanska Golftouren. Tävlingen sponsras av Leopalace21.

## Vinnare
| År                       | Vinnare                  | Resultat                 | Mot par                  | Segermarginal            | Runner(s)-up                    |
| Leopalace21 Myanmar Open | Leopalace21 Myanmar Open | Leopalace21 Myanmar Open | Leopalace21 Myanmar Open | Leopalace21 Myanmar Open | Leopalace21 Myanmar Open        |
| ------------------------ | ------------------------ | ------------------------ | ------------------------ | ------------------------ | ------------------------------- |
| 2017                     | Todd Sinnott             | 270                      | -14                      | 3 slag                   | Carlos Pigem                    |
| 2016                     | Shaun Norris             | 264                      | -24                      | 4 slag                   | Park Jun-won Azuma Yano         |
| Myanmar Open             |                          |                          |                          |                          |                                 |
| 2014–15                  | Ingen tävling            | Ingen tävling            | Ingen tävling            | Ingen tävling            | Ingen tävling                   |
| 2013                     | Chawalit Plaphol         | 270                      | -18                      | 1 slag                   | Mithun Perera                   |
| 2012                     | Kieran Pratt             | 273                      | -15                      | Särspel                  | Kiradech Aphibarnrat Adam Blyth |
| 2011                     | Ingen tävling            | Ingen tävling            | Ingen tävling            | Ingen tävling            | Ingen tävling                   |
| 2010                     | Tetsuji Hiratsuka        | 264                      | -24                      | 10 slag                  | Prayad Marksaeng                |
| 2006–09                  | Ingen tävling            | Ingen tävling            | Ingen tävling            | Ingen tävling            | Ingen tävling                   |
| 2005                     | Scott Strange            | 277                      | -11                      | 2 slag                   | Rick Gibson                     |
| 2004                     | Thongchai Jaidee (2)     | 276                      | -12                      | 3 slag                   | Andrew Pitts                    |
| 2003                     | Lin Keng-chi             | 275                      | -13                      | 3 slag                   | Thongchai Jaidee                |
| 2002                     | Thongchai Jaidee         | 277                      |                          | Särspel                  | Edward Loar                     |
| 2001                     | Anthony Kang             | 282                      |                          | 2 slag                   | Charlie Wi                      |
| 2000                     | James Kingston           | 269                      | -19                      | 10 slag                  | Craig Kamps                     |
| 1999                     | Wang Ter-chang           | 271                      |                          | 3 slag                   | Koichi Nogami Frankie Miñoza    |
| 1998                     | Taimur Hussain           | 280                      |                          | 1 slag                   | Zhang Lian-wei                  |
| 1997                     | Boonchu Ruangkit (2)     | 273                      |                          | Särspel                  | John Senden                     |
| 1996                     | Boonchu Ruangkit         | 293                      | +5                       | Särspel                  | Jeff Senior                     |